# Action!
Action! — процедурна мова програмування та інтегроване середовище розробки, написане Клінтоном Паркером для 8-розрядних комп'ютерів Atari. Мова, схожа на ALGOL, компілюється у високопродуктивний код для технології MOS 6502 комп'ютерів Atari. Action! розповсюджувався на картриджах ПЗУ починаючи з 1983 року компанією Optimized Systems Software. Це був один із перших «суперкартриджів» компанії 16 кбайт із комутацією банків. Бібліотека часу виконання зберігається на картриджі, щоб створити окрему програму, потрібна бібліотека Action! Toolkit, який OSS продається окремо.
Action! використовувався для розробки щонайменше двох комерційних продуктів — пакету продуктивності HomePak і клієнтської програми Games Computers Play — і численних програм для журналів ANALOG Computing і Antic. Редактор надихнув текстовий процесор PaperClip. Мова не була перенесена на інші платформи.
Вихідний код мови асемблера для Action! був наданий автором під ліцензією GNU General Public License у 2015 році.